# Croatia Boat Show
Croatia Boat Show (CBS) pokrenut je 1999. godine, te se održava na godišnjoj razini u Splitu, Hrvatska. Od 2005. godine CBS postaje član međunarodne udruge organizatora nautičkih sajmova IFBSO (International Federation of Boat Show Organisers), te je jedan od vodećih sajmova nautike u regiji i jedan od 10 najvećih nautičkih sajmova u svijetu. Ovo događanje organizira hrvatski poduzetnik Vicenco Blagaić.

## Izložbeni prostor
Izložbeni prostor sajma sastoji se od prostora na kopnu i moru, ukupne površine od 140.000 četvornih metara (70% vodene površine i 30% kopnene površine). Godine 2008. sajam bilježi najveći broj izlagača (500), kada je izloženo 470 jedrilica, motornih brodova, katamarana, luksuznih i mega jahti.  

## Vanjske poveznice
- Croatia Boat Show